# Dirty Computer
Dirty Computer è il terzo album in studio della cantante statunitense Janelle Monáe, pubblicato il 27 aprile 2018 dalla Bad Boy Records e distribuito dalla Atlantic Records, insieme ad un lungometraggio narrativo di 46 minuti. L'album riceve una nomination ai Grammy Awards del 2019 nella categoria Album of the Year.

## Descrizione
Alla realizzazione dell'album la Monàe vede la partecipane di Pharrell Williams, Grimes e Brian Wilson. Il progetto musicale vede anche la partecipazione di Prince nel brano "Make Me Feel", che però viene a mancare prima della pubblicazione. La cantante ricorda come Prince si fosse sempre interessato della sua musica ed espressione artistica, sostenendola nel suo percorso:
Monáe aveva esplorato i temi presentati in Dirty Computer un decennio prima della sua produzione, ma ha osservato che "prima ci si sentiva più sicuri a confezionarsi in metafore....La versione androide Cindi [alter-ego della cantante presentato nell'album The ArchAndroid] sanificata si sentiva più accettata del suo vero io. Il pubblico non conosce la vera Janelle Monáe, e mi sentivo come se non dovessi essere davvero lei perché andavo bene come Cindi". L'album è anche descritto dalla cantante come "un omaggio alle donne e allo spettro della sessualità". Le 14 tracce si dividono in tre momenti: "Resa dei conti", "Contemplazione" e "Rigenerazione". Nella prima fase vi è una presa di coscienza da parte dell'artista di come viene percepita dalla società. Nella successiva vi è l'accettazione delle "sfortune avute nella vita" mentre nell'ultima vi è una ridefinizione della sua identità americana.

## Accoglienza
Generalmente Dirty Computer ha ricevuto ampi consensi dalla critica musicale.
Neil McCormick per The Daily Telegraph ha chiamato l'album "senza macchie e senza risparmiare affermazioni dirette... si afferma come contendente per l'album dell'anno, in più di un modo. Il suono stratificato della cantante è contemporaneo come quello di Kendrick Lamar o Kanye West, eppure ha una qualità organica vecchio stile che deriva da una base di musicisti dal vivo. "Dirty Computer" suona come il 2018, distillato in una stravaganza funk pop fantascientifica data da una Monàe simile alla Pantera Nera". Il recensore per The Independent, Roisin O'Connor, ha dichiarato che "Dirty Computer" è "un disco che sarà considerato una pietra miliare non solo come un'opera d'arte a sé stante, ma come la perfetta celebrazione dell'eccentricità, del potere femminile e dell'autostima". L'album viene inserito al terzo posto della classifica degli album del 2018 dalla rivista.
Robert Christgau, che in passato aveva trovato la voce della Monáe troppo sottile e la sua scrittura di canzoni eccessivamente intellettuale, fu convertito dalle canzoni positive al sesso ispirate da Prince: "Troppo spesso gli album aperti al sesso sono poco profondi. Pur rimanendo intellettuale, questo è più personale di quanto l'androide abbia osato".
Will Hermes per Rolling Stone dichiara che "È un capolavoro del funk futurista liberato." Aggiunge inoltre che "a differenza della maggior parte degli album collettivi e collaborativi che affollano il panorama pop di questi giorni, le canzoni si sentono guidate da un'unica visione sicura e distintiva: la Monáe ha co-scritto tutto in quest'album. L'arco narrativo dell'album - di conferimento di potere specificamente omosessuale, nero e femminista, permette letture più ampie - rispecchia quello del "lungometraggio" realizzato sui canali di video-streaming di Dirty Computer. Quindi si ha un album-lungometraggio che collega il suo dispotico fantascientifico racconto con video-clip delle migliori canzoni dell'album." E termina dichiarando che "È la rivoluzione come celebrazione del diritto di nascita per tutti gli americani che sono contrari alla vera uguaglianza e, nonostante il degno mini-film, non hai bisogno di immagini per sentire la sua verità detta."
In una recensione meno entusiasta, Alexis Petridis di The Guardian ha suggerito che "Di tanto in tanto ti chiedi se un comprensibile desiderio di incrocio commerciale non sia alla base dei momenti meno ispirati dell'album: c'è qualcosa di comune ed avverso al rischio riguardo al supporto pop-R&B di "Crazy, Classic, Life" e "I Got the Juice". È difficile non chiedersi se la sua incapacità di connettersi con un pubblico di massa sia dovuta al desiderio di lavorare con concetti e personaggi, piuttosto che liberarsi, suggerisce una certa freddezza. Lei è elusiva come sempre, e il suo mistero rimane intatto. Senza un vero allentamento del suo equilibrio, anche la sua posizione ai margini del pop potrebbe rimanere intatta." Nonostante ciò la rivista ha posto l'album al terzo posto dei Migliori Album del 2018.
The New York Times pone l'album al vertice della classifica dei migliori album del 2018, descrivendo il lavoro della cantante come "Forme pop croccanti per promettere che l'amore, la sensualità polimorfa e uno spirito americano inclusivo possono conquistare tutto, anche un'apocalisse imminente. Tutto questo grazie all'influenza di Prince." La rivista Time pone l'album alla seconda posizione, affermando che "la Monáe ha abbagliato con i suoi primi due album di alto concetto, eseguiti nel personaggio di un androide futuristico. Ma su Dirty Computer, si rilassa, esplorando le condizioni della sua identità di donna nera omosessuale. Si muove agilmente dal canto, nella vivida dichiarazione femminista Pynk, al rapping, sul singolo Django Jane. È ferocemente politico il suo lavoro, migliorando ancora."

## Tracce
1. Dirty Computer (feat. Brian Wilson) – 1:59
2. Crazy, Classic, Life – 4:46
3. Take a Byte – 4:07
4. Jane's Dream – 0:18
5. Screwed (feat. Zoë Kravitz) – 5:02
6. Django Jane – 3:10
7. Pynk (feat. Grimes) – 4:00
8. Make Me Feel – 3:14
9. I Got the Juice (feat. Pharrell Williams) – 3:46
10. I Like That – 3:20
11. Don't Judge Me – 6:00
12. Stevie's Dream – 0:46
13. So Afraid – 4:04
14. Americans – 4:06

## Classifiche
| Classifica (2018) | Posizione massima |
| ----------------- | ----------------- |
| Australia         | 12                |
| Austria           | 21                |
| Canada            | 8                 |
| Danimarca         | 30                |
| Germania          | 29                |
| Irlanda           | 6                 |
| Italia            | 68                |
| Norvegia          | 18                |
| Nuova Zelanda     | 14                |
| Paesi Bassi       | 20                |
| Portogallo        | 24                |
| Regno Unito       | 8                 |
| Spagna            | 33                |
| Stati Uniti       | 6                 |
| Svizzera          | 11                |

## Formazione
Musicisti
- Janelle Monáe – lead vocals (tracce 1–3, 5–11, 13, 14), background vocals (traccia 6)
- Zoë Kravitz – lead vocals (traccia 5)
- Pharrell Williams – lead vocals (traccia 9)
- Nate "Rocket" Wonder – background vocals (tracce 9, 10, 13), synthesizer (tracce 1–3, 5, 6, 9, 11, 13, 14), drums (tracce 1–3, 5–7, 9–11, 13, 14), programming (tracce 1–3, 5, 6, 11, 13, 14), guitar (tracce 1–3, 5–7, 9–11, 13, 14), bass (tracce 1–3, 5, 6, 10, 11), piano (tracce 7, 10)
- Brian Wilson – background vocals (tracce 1, 3)
- The Skunks – background vocals (tracce 9, 10)
- Matt Jardine – background vocals (traccia 1)
- Grimes – background vocals (traccia 7)
- Wynne Bennett – background vocals (traccia 6), synthesizer (traccia 7), drums (traccia 7), guitar (traccia 7)
- Nana Kwabena – background vocals (traccia 9), synthesizer (tracce 3, 6), drums (traccia 3), programming (tracce 6, 9)
- Sleepy Brown – background vocals (traccia 10)
- Todd Bergman – background vocals (traccia 10)
- Roman GianArthur – background vocals (traccia 11), drums (traccia 5), guitar (tracce 5, 9, 10)
- Isis Valentino – background vocals (traccia 11)
- Reverend Sean McMillan – "love sermon" (tracce 2, 14)
- Stevie Wonder – "oratory blessings" (traccia 12)
- Jon Brion – synthesizer (tracce 1–5, 13), mallets (traccia 1)
- Jon Jon Traxx – programming (traccia 14), guitar (tracce 3, 14), bass, percussion (traccia 13)
- Kellindo – guitar (tracce 1–3, 5–7, 9, 13, 14)
- The Wondaland ArchOrchestra (tracce 1, 11)
  - Alexander Page – violins
  - Grace Shim – cello
- Sounwave – additional drums (traccia 1)
- Thundercat – bass (traccia 3)(tracce 1–3, 5, 11, 14)
- Dennis Hamm – piano (traccia 3)
- Andrew Horowitz – synthesizer (traccia 9)
- Organized Noize – additional instrumentation (traccia 10)

Technical
- Janelle Monáe – recording (tracce 1–3, 5–7, 9–11, 13, 14), vocal production (tracce 1–3, 5, 7, 9, 11, 13), additional vocal production (traccia 10)
- Nate "Rocket" Wonder – recording (tracce 1–3, 5–7, 9–14), vocal production (tracce 1–3, 5, 7, 9, 11, 13)
- Jon Brion – recording (traccia 4)
- Marco Sonzini – recording (traccia 5)
- Wynne Bennett – recording (traccia 7)
- Organized Noize – recording (traccia 10)
- Todd Bergman – additional engineering (tracce 1, 13)
- Mick Guzauski – mixing (tracce 1–7, 9–14)
- Șerban Ghenea – mixing (traccia 8)
- John Hanes – engineering for mix (traccia 8)
- Dave Kutch – mastering (tracce 1–7, 9–14)
- Justin Tranter – vocal production (traccia 8)
- Julia Michaels – vocal production (traccia 8)
- Chuck Lightning – additional vocal production (traccia 11)

Arrangement
- Nate "Rocket" Wonder – arrangement (tracce 1–3, 5, 6, 9–11, 13, 14),  string arrangement (traccia 1)
- Roman GianArthur – arrangement (traccia 5)
- Nana Kwabena – arrangement (traccia 6)
- Wynne Bennett – arrangement (traccia 7)
- Janelle Monáe – musical arrangement (traccia 13)
- Jidenna – additional arrangement (traccia 5)

Design
- Chuck Lightning – creative direction
- The Wondaland Arts Society – creative direction
- Joe Perez – art direction
- Jenna Marsh – studio album art direction
- Free Marseille – design
- Abdul Ali – design
- JUCO – photography